# Allen Dean
Allen Moir Dean, né le 28 mars 1899 à Greeley dans l'État du Colorado et mort le 3 juillet 1972 à Palo Alto dans l'État de Californie, est un auteur américain de bande dessinée.

## Biographie
Allen Dean naît en 1899 à Greeley dans l'État du Colorado dans une famille de 10 enfants. Après des études dans une école d'art à New York il travaille comme dessinateur de comic strips. Son premier travail, réalisé à l'été 1918, est pour le journal de sa ville natale le Greeley Tribune. En 1935, il dessine, sur des scénarios de Zane Grey, les premières planches de King of the Royal Mounted qui ne paraît que dans les journaux du dimanche. En mars 1936 un strip quotidien commence à paraître ce qui oblige Allen Dean à abandonner l'édition dominicale, reprise par Charles Flanders, pour se consacrer à cette parution journalière. En avril 1938, Dean abandonne définitivement le héros à Flanders qui dessine les éditions quotidiennes en plus de la dominicale. Allen Dean se tourne alors vers le travail d'illustration que ce soit pour des livres (Cimarron d'Edna Ferber ou District Nurse de Faith Baldwin) ou des magazines. Il meurt à Palo Alto en Californie en 1972.